# Альвиан Анейский
Альва́н Ане́йский, Альвиан Анейский († 304), — священномученик.

## Сведения о жизни
Альвиан был епископом в городе Анее, находившемся в римской малоазийской провинции Асии около 304 года. Он пострадал в царствование императоров Диоклетиана и соправителя его Максимана, когда Асия находилась под управлением Элиана.
Епископа Альвиана схватили, когда языческий жрец Агрипин совершал жертвоприношение идолам. Альвиана стали принуждать совершить жертвоприношение, повергнув на жертвенник ладан, на что, согласно Житию он ответил: «Я воздаю хвалу вере во Христа, а служение идолам поношу».
За это ему сперва обожгли раскаленными железными прутьями живот и голени, а потом стали бить палками.
Был у него также и ученик (или ученики), вместе с ним подверженный мучениям. Альвиан с учеником были приговорены к сожжению и брошены в раскалённую печь.
Альвиан почитается в лике святых Православной Церковью. День памяти: 17 мая по новому стилю

## ТропарьсвященномученикуАльвиану Анейскому
И нравом причастник, / и престолом наместник апостолом быв,/ деяние обрел еси, Богодухновенне, / в видения восход, / сего ради слово истины исправляя, / веры ради пострадал если даже до крове, / священномучениче Альвиане, / моли Христа Бога / спастися душам нашим.